# Бритиш Коламбия Лайонс
Би-Си Лайонс — профессиональная команда, играющая в канадский футбол, и выступающая в Западном дивизионе Канадской футбольной лиги. Команда базируется в городе Ванкувер, Британская Колумбия, Канада. «Лайонс» были основаны в 1954 году и первоначально выступали на «Empire Stadium», а с 1982 году проводят свои домашние матчи на Стадионе «Би-Си Плэйс». В конце сезона 2010 — начале 2011 года из-за установки в «Би-Си Плэйс» раздвижной крыши клуб проводил игры на «Empire Field».
«Би-Си Лайонс» является самым молодым клубом КФЛ и самым старым действующим спортивным клубом города. Команда десять раз выходила в финал чемпионата, выиграв шесть Кубков Грея, последний из которых клуб завоевал в 2011 году. «Лайонс» являются единственной командой Западной Канады, выигравшей Кубок Грея на домашнем стадионе. «Лайонс» также принадлежит четвёртая по величине в истории КФЛ серия подряд выходов в плей-офф — 15 раз.
Клуб принадлежит канадскому предпринимателю Дэвиду Брэли, который купил его в 1997 году.

## История
В 1951 году, группа возглавляемая Кеном Стауффером и Тини Рэдаром начала кампанию по созданию футбольного клуба в Ванкувере (до этого в городе в 1941 году выступала команда «Ванкувер Гриззлис», которая отыграла один сезон в Western Interprovincial Football Union). В межсезонье группа сделала WIFU своё предложение и пообещала заплатить взнос в размере 25 000 долларов в следующем году. Несмотря на хорошее предложение, WIFU отказало Ванкуверу в создании нового клуба, так как две команды Виннипег и Реджайна проголосовали против создания пятого клуба. В 1953 году группа повторила свою попытку, пообещав построить стадион вместимостью 15 000 человек и среднюю посещаемость матчей не менее 6500 человек, а также пообещала оплачивать транспортные расходы гостевых команд. Ванкувер также был местом проведения Игр Содружества 1954 года, в связи с чем был построен новый «Empire Stadium». Первым менеджером по общественным связям, генеральным менеджером и главным тренером нового клуба стал Аннис Стакус.